# Federação Catarinense de Atletismo
A Federação Catarinense de Atletismo - FCA é uma federação de entidades esportivas que regula a atividade de atletismo em Santa Catarina sendo filiada a Confederação Brasileira de Atletismo.
Foi fundada em 28 de março de 1978 após a separação da Federação Atlética Catarinense - FAC. Tal ato oficial durante o mandato do Sr. Rubens Lange, denominou a fundação da federação que veio a funcionar efetivamente a partir desta data. A sede manteve-se em Florianópolis até o ano de 1990, após isso, transferiu-se para a cidade de Criciúma devido a facilidades na administração.
Atualmente a FCA representa 43 clubes (9 em exercício), aproximadamente 1.500 mil atletas, 56 árbitros e 25 técnicos federados, além dos profissionais das áreas técnicas e administrativas.

## Diretoria
- Presidente - Walmor José Battistotti Filho
- Vice-presidente - Gilson Wiggers